# WWE女子双打冠军
WWE女子双打冠军（英語：WWE Women's Tag Team Championship）是美国职业摔角联盟世界摔角娱乐推出的女子双打冠军头衔，由Raw、SmackDown兩大品牌共同争夺。
该冠军头衔于2018年12月24日的《周一晚Raw》节目亮相，当时组合名叫拥抱女王的贝莉和薩莎·班克斯成为首任冠军，其后在按次付费观看赛事梯桌椅大赛上被争夺。
须注意，该头衔与1983年至1989年设立的WWF女子双打冠军不存在继承关系。
官方於2023年6月9日的SmackDown上宣布WWE女子雙打頭銜與NXT女子雙打頭銜將正式在當月23日的SmackDown節目上舉行女子雙打冠軍統一賽，這也表示NXT女子雙打冠軍腰帶將正式走入歷史當中。

## 外部連結
- WWE官方女子雙打冠軍歷史 （页面存档备份，存于）（英文）